# Steinkreis von Bentstreek
Der Steinkreis von Bentstreek (auch Der Hunt genannt) ist ein vorgeschichtlicher Steinkreis bei Bentstreek, einem Ortsteil von Friedeburg im Landkreis Wittmund, Niedersachsen.

## Lage
Der Steinkreis befindet sich nordwestlich von Bentstreek an der Einmündung des Hunter Wegs in den Dreibrückenweg.

## Beschreibung
Der Kreis besteht aus sechs aufgerichteten, rundlichen Steinen. In der Mitte steht ein deutlich größerer, säulenförmiger Stein, der in einer Spitze ausläuft. Zum Material der Steine liegen keine Angaben vor. Der zentrale Stein hat eine Höhe von 1,5 m, eine Breite von 0,9 m und eine Dicke von 0,55 m. Einer der äußeren Steine hat eine Höhe von 0,9 m, eine Breite von 0,7 m und eine Dicke von 0,46 m. Der Steinkreis wurde 1978 rekonstruiert.